# Равно поле
Ра̀вно по̀ле е село в Западна България, част от община Елин Пелин, Софийска област. Населението му е около 1700 души (2020).

## География
Равно поле е разположено в равното Софийско поле, откъдето идва и името му. Намира се на 20 км от центъра на столицата София. Поради близостта му със София, в селото има много нови къщи, има канализация и газификация.
В и около селото има множество минерални извори.

## История
По време на Османско владичество в България селото се е казвало Хаджи Караман, а след това Бариево. След Освобождението е преименувано на Робертово (през 1894 г.), а през 1950 г. селото получава днешното си име Равно поле („по̀ле“ се произнася с ударение на първата сричка).
Един от най-старите родове в село Равно поле е родът на Златковите. Началото на рода се поставя в 1762 г., през която е роден дядо Стое – основоположник на родословното дърво на Златковите. Следващият представител на рода е дядо Величко – роден през 1808 г. Той е останал в паметта на своите потомци с голямото си родолюбие и с доброто дело което прави за съхраняване на християнската вяра в своето село. Дядо Величко гарантира със земята си градежа на църквата, която равнополчани решават да строят по онова време. Той също така продава част от имота си и дарява парите за завършване на храма. Така, християнската вяра на хората по време на Османската империя се запазва. Синът на дядо Величко – Петко е роден през 1834 г. На Петко му се раждат много деца – шестима сина и четири дъщери. Най-възрастният син на Петко – Златко, дава името на рода Златкови, който род съществува и до днес.
През 2005 г. по време на големите наводнения в страната село Равно поле е едно от най-пострадалите селища.

## Икономика
В Равно поле се намира седалището и основна логистична база на веригата от магазини „Лидл България“.
Бившият стопански двор се е превърнал в промишлена зона, населявана от много фирми, където голяма част от равнополци намират работа.

## Инфраструктура
В ОУ „Христо Ботев“ се обучават около 70 деца. Училището е оборудвано и с компютърна зала, в която се обучават и най-малките възпитаници. Детската градина „Кокиче“ се посещава от около 60 деца, разделени в три възрастови групи. Селото има и голямо читалище, което разполага с библиотека и салон. В една сграда са разположени кметството и пощата.
Селото има железопътна спирка, на която спират пътническите влакове от линията София - Копривщица. Сравнително близко в южна посока се намира и железопътна спирка "Верила", част от линията София - Пловдив. 
Няколко пъти дневно през селото преминава и маршрутка свързваща автогара Юг в София с гр. Елин Пелин. 
В Равно поле се намира най-голямото голф игрище в България – „Света София“.

## Култура
В селото се намира храмът „Света Троица“, на който през 2005 г. се чества 170 години от построяването му. В землището на селото Равно поле е и манастирът „Свети четиридесет мъченици“. Има много паметници и паметни плочи на загиналите по време на войните равнополци. През 2005 година на 3 март е направен водосвет и се освещават три каменни кръста, намиращи се в двора на храма, които се оказват на руски воини, дали живота си за свободата на страната ни.
Всяка година на църковния празник Свети Дух се провежда селският събор. Празникът включва спортен детски празник, празнична програма с участието на самодейци от читалище „Просвета“ село Равно поле и гости, народно веселие на площада с оркестър и не на последно място – курбан в храм „Света Троица“.
На стария Ивановден в селото се провежда тъй нареченият „джамал“. Мъжете от селото се обличат в подобни на кукерските костюми. Цялата процесия включва булка, младоженец, поп, кум и кума, има доктор и ваксаджия, задължително камила и камилар. Те обикалят цялото село за здраве, като накрая процесията отива на центъра, където венчава булката и младоженеца. Когато има сняг, джамалите гонят млади и стари, хвърлят ги в снега и им драскат лицата с червило.

## Известни личности
- Лазар Добрич (1881 – 1970), цирков артист